# Brillion (condado de Calumet, Wisconsin)
Brillion es un pueblo ubicado en el condado de Calumet en el estado estadounidense de Wisconsin. En el Censo de 2010 tenía una población de 1.486 habitantes y una densidad poblacional de 17,29 personas por km².

## Geografía
Brillion se encuentra ubicado en las coordenadas 44°12′17″N 88°6′47″O / 44.20472, -88.11306. Según la Oficina del Censo de los Estados Unidos, Brillion tiene una superficie total de 85.96 km², de la cual 85.62 km² corresponden a tierra firme y (0.4%) 0.34 km² es agua.

## Demografía
Según el censo de 2010, había 1.486 personas residiendo en Brillion. La densidad de población era de 17,29 hab./km². De los 1.486 habitantes, Brillion estaba compuesto por el 98.25% blancos, el 0.2% eran afroamericanos, el 0.13% eran amerindios, el 0% eran asiáticos, el 0% eran isleños del Pacífico, el 0.13% eran de otras razas y el 1.28% pertenecían a dos o más razas. Del total de la población el 1.08% eran hispanos o latinos de cualquier raza.